# Колибри (хор)
Дечји хор „Колибри“ је хор из Београда који делује у саставу Радио-телевизије Србије.
Хор је основан 1963. године. Оснивач и диригент овог најмлађег ансамбла у оквиру Музичке продукције РТС била је Милица Манојловић, која је хор водила све до своје смрти 18. јануара 2008. године. Милица Манојловић је за 44 године рада створила један од најбољих дечјих хорова у свету.
Колибри је јединствени дечји хор препознатљиве културе певања, допадљиве интерпретације и високо професионалног односа према музицирању гајеном у осмишљеној љубави према музици, активном примању музике чију поруку јединственим задовољством преноси на слушаоце. Став при певању, дисање, осмишљавање интерпретације, разумевање текста, био он на српском или не, ставља се у функцију музичког израза.
Хор је одржао преко стотину концерата у земљи и иностранству, учествовао у аудио драмама, у телевизијским емисијама и серијама, као и на филму. За собом има 7 аудио касета, 19 сингл и 42 лонг-плеј грамофонске плоче и 4 аудио ЦД-а у издању ПГП-РТБ/РТС.
Хор данас води Љиљана Ранђеловић. Завршила је Музичку академију у Београду, одсек за музичку педагогију. Од седме године се бави хорским певањем и хорском музиком. Године 1995. постаје најмлађи члан тада јединог професионалног ансамбла у земљи - Хора РТС-а. У марту 2012. године са великим задовољством и ентузијазмом, настављајући пут који је Милица Манојловић започела давне 1963. године, преузима хор Колибри. Са хором Колибри снима свој први, а њихов четврти по реду аудио ЦД - «Колибри планета», на којем су аутори песама најпознатији поп и рок музичари наших простора. ЦД - «Колибри планета» је изашао у децембру 2013. године у издању ПГП-РТС-а.
Хору је додељен Сретењски орден трећег степена (2024).

## Нови ЦД

##### Колибри планета
- БРОЈАЛИЦА

(М. Бајагић - ар. А. Локнер)
- КАД БИ МЕНИ ДАЛИ

(Н. Милосављевић - Б. Црнчевић -ар. И. Илић)
- ПЛАНЕТА

(Б. Лалић - ар. Б. Лалић / И. Илић)
- УВЕК ДИВАН ДАН

(Д. Цукић - ар. И. Илић)
- ПОЖУРИТЕ РОДЕ

(М. Буча - ар. И. Илић / С. Ранђеловић)
- СВИНГ БАЈКА

(Р. Склопић - М. Шелић - ар. Р. Склопић)
- У СНОВИМА

(М. Ђурђевић - ар. М. Ђурђевић)
- СТИЖЕ НОВА ГОДИНА

(Н. Чутурило - ар. В. Пејковић)
- ПРОЛЕЋЕ

(Д. Гвозден - ар. Д. Гвозден)
- ВОЛЕ СЕ МАМА И ТАТА

(В. Божиновић Џинџер - Б. Ђорђевић - ар. Н. Зорић)
- ТАТА-МАТА

(М. Мирковић - М. Мирковић / Ј. Буча - ар. И. Илић)
- ЗАШТО ДА?

(С. Марковић - М. Деполо - ар. С. Марковић / И. Илић)
- НОЋНА МОРА

(Н. Чутурило - ар. Н. Чутурило)
- КОЛИБРИ БЛУЗ

(А. Пушић - ар. А. Пушић)
- ЛАВ

(М. Бајагић - Д. Радовић - ар. А. Локнер)
- КАДА БИ

(Н. Зорић - ар. Н. Зорић)
- МИ ЖЕЛИМО ЉУБАВ

(Б. Лалић / Б. Банковић - ар. Б. Лалић / Б. Банковић / И. Илић)
- СУНЧЕВА УСПАВАНКА

(Л. Брчин - Ж. Сувајац - ар. И. Илић)
ПГП-РТС: ”Колибри планета”

## Награде
Изузетни уметнички домети донели су овом хору и његовом диригенту низ награда од којих се истичу:
- Повеља Радио Београда за допринос развоју дечје и омладинске музике,
- Златни беочуг Културно-просветне заједнице Београда за остварења у области науке и уметности,
- Повеља Удружења композитора Србије за допринос развоју музичког стваралаштва,
- Захвалница УНИЦЕФ-а, итд.
- Прва награда на EMJ Festival Nerpelt, Belgia 2016.

## Познате песме
- Бројалица
- Кад би мени дали
- Планета
- Увек диван дан
- Пожурите роде
- Свинг бајка
- У сновима
- Стиже Нова Година
- Пролеће
- Воле се мама и тата
- Тата-мата
- Зашто да?
- Ноћна мора
- Колибри блуз
- Лав
- Када би
- Ми желимо љубав
- Сунчева успаванка
- Колибри
- Браћу не доносе роде
- Деда Мраз
- Најлепша мама на свету
- Веверица
- Е ех Тања, Тања
- Тобож Мексиканац
- Каламити Џејн
- Како се вади зуб
- Мој тротинет
- Џо банана
- Моја машта
- Какви су моји тата и мама
- Моја мама дивно прича
- Љубав је то
- Кошаркаш
- Папагајка
- Најлепша је земља моја
- Поздравите мога тату
- Хоћу у колибре

## Композитори чије су песме певали
- Александар Кораћ
- Миња Субота
- Радослав Граић
- Мирко Шоуц
- Миодраг Илић
- Момчило Бајагић-Бајага
- Неша Галија
- Марчело
- Борисав Ђорђевић
- Лена Ковачевић
- Неверне бебе
- Фрајле
- Срђан Марковић
- Милена Деполо
- Бане Лалић/MVP
- Никола Чутурило
- Дејан Гвозден
- Никола Зорић
- Видоја Божиновић Џинџер

## Песници чије су стихове певали
- Драган Лукић
- Душко Радовић
- Јован Јовановић Змај
- Љубивоје Ршумовић
- Бранко Ћопић
- Дејан Патаковић
- Мирослав Антић
- Ранко Симовић
- Светислав Вуковић
- Радоје Васић
- Бранислав Црнчевић
- Драгомир Ђорђевић

## Песме за децу певане са Драганом Лаковићем
- Ивин воз
- Мрак
- Први снег
- Бака
- Деда
- Лако је пруту
- Миш
- Слон лепотан
- Вуче, вуче, бубо лења
- Заклео се бумбар
- Болесник на три спрата
- Шта је на крају
- Нема земље дембелије
- Сваки дан се сунце рађа
- Браћу не доносе роде
- Песма о млеку
- Воз за Чачак
- Медвед Брундо
- Татин музичар
- Другарство
- Љубав је то
- Незгода
- Сањајте
- Здравица (Све што расте хтело би да расте...)